# Autobusna linija br. 135 u Zagrebu
Linija 135 (Črnomerec – Graberje) dnevna je autobusna linija u Zagrebu.
Prometuje na trasi: Črnomerec – Ilica – Kustošijanska ulica – Graberje – Graberje - okretište
Povezuje Graberje i Kustošiju s Črnomercem gdje se ostvaruje presjedanje na tramvaj.

## Vanjske poveznice
- Vozni red linije 135

1. ↑  Datoteke u GTFS formatu. zet.hr. Pristupljeno 5. lipnja 2025. - Sadrži informacije tijela javne vlasti u skladu s Otvorenom dozvolom